# مقاطعة أورلينز (نيويورك)
مقاطعة أورلينز (بالإنجليزية: Orleans County)‏ هي إحدى المقاطعات في ولاية نيويورك في الولايات المتحدة الأمريكية.